# 두라스노주

두라스노주의 위치

두라스노주(스페인어: Departamento de Durazno)는 우루과이 중부에 위치한 주로 주도는 두라스노이며 면적은 11,643km2, 인구는 57,088명(2011년 기준)이다. 북쪽으로는 리오네그로주와 타콰렘보주, 남동쪽으로는 트레인타이트레스주, 남쪽으로는 플로레스주와 플로리다주, 동쪽으로는 세로라르고주와 접한다.

주기
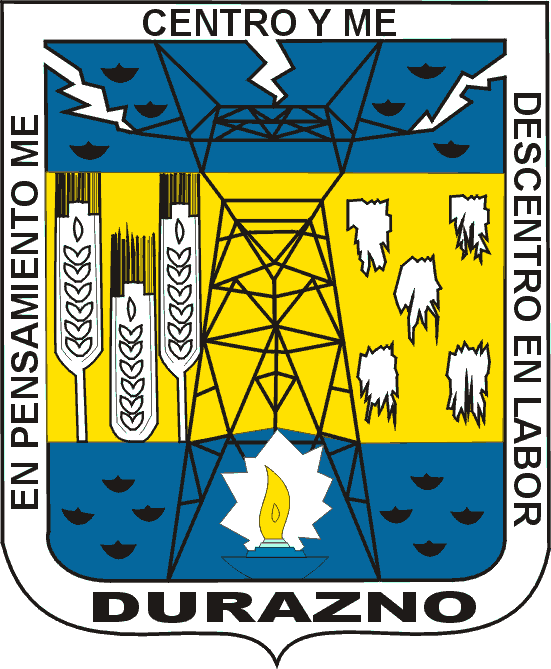
주 문장